# Graphania lata
Graphania lata är en fjärilsart som beskrevs av Alfred Philpott 1927. Graphania lata ingår i släktet Graphania och familjen nattflyn. Inga underarter finns listade i Catalogue of Life.